# Jerzy Litwiniszyn
Jerzy Litwiniszyn (ur. 2 sierpnia 1914 w Tenczynku, zm. 12 czerwca 2000 w Kielcach,) prof. AGH, inżynier górniczy, naukowiec, prezes krakowskiego oddziału PAN i wiceprezes Polskiej Akademii Nauk, laureat doktoratu honoris causa AGH, żołnierz kampanii wrześniowej 1939 roku.

## Życiorys
Urodził się 2 sierpnia 1914 w Tenczynku (encyklopedie i życiorysy podają błędnie podkrakowskie Płoki). Ojciec Jerzego Józef (1882–1967) pochodził z Rymanowa, był inżynierem górniczym po studiach w austriackim Leoben, kierował kopalniami węgla w Libiążu (jako dyrektor techniczny KWK Janina), Tenczynku, Złotym Stoku i Wałbrzychu, był synem Józefa i Katarzyny Marii z Szancerów. Matka Jerzego, Zofia z Drezińskich (1894–1978), była córką zarządcy lasów w Płokach Władysława Karola i Katarzyny ze Znamirowskich. Młodszą siostrą Jerzego była Marianna (po mężu Trybuś), a żoną Halina z d. Urbaszek, z którą miał córki: Katarzynę (Krzewicka, dr n. med.) i Małgorzatę (mgr biologii).
Ukończył Gimnazjum Witkowskiego w Krakowie. Studiował górnictwo na AGH. Inżynierem górniczym został tuż przed wojną. Jako kapral podchorąży brał udział w II wojnie światowej w artylerii przeciwlotniczej w formacji Armii Kraków. Jego dowódcą był kapitan Borys Godunow. Dostał się do niewoli niemieckiej i okupację spędził w oflagu IIC Woldenberg. Tam brał udział w obozowym ruchu oporu (tajna radiostacja, podkop ucieczkowy), grał w obozowym teatrze i poszerzał swą wiedzę na obozowym „uniwersytecie”.
Gdy wojna się skończyła wrócił do Krakowa i na AGH rozpoczął pracę u prof. Witolda Budryka. Ożenił się z Haliną Urbaszek, która przeżyła obóz koncentracyjny Auschwitz-Birkenau. W 1947 r. obronił doktorat, w 1950 habilitację, w 1954 został profesorem, a w 1956 członkiem korespondentem PAN. Przez kilkanaście lat był najmłodszym członkiem korespondentem, a potem rzeczywistym PAN. Doszedł do godności prezesa krakowskiego Oddziału PAN i wiceprezesa Polskiej Akademii Nauk (przez 3 kadencje).
Był światowej sławy naukowcem, matematykiem, specjalistą mechaniki stosowanej. Najpierw na AGH jako następca Budryka, potem we własnym Instytucie Mechaniki Górotworu PAN zajmował się m.in. zastosowaniem matematycznych modeli dla bezpiecznej eksploatacji kopalń, wyliczaniem wzorów dla ruchów skał, wód i ośrodków sypkich, przewietrzania kopalń i gaszenia pożarów pod ziemią. Ostatnio pasjonował się problemami równań chaosu. Ponad 250 publikacji zebrane w trzy tomy przez jego uczniów otwiera artykulik z „Płomyka” z 1924 r. opisujący pracę górników w kopalni w Libiążu, którą jego ojciec zarządzał. Ostatni artykuł pozostał niedokończony na biurku.
Jego teoretyczne badania miały wielkie zastosowanie w praktyce. Dzięki tym odkryciom ocalało wielu górników. Zdobył uznanie na całym świecie. Był członkiem Meksykańskiej Akademii Inżynierii, Austriackiej Akademii Nauk i honorowym profesorem chińskich uniwersytetów. Otrzymał doktorat honoris causa AGH. W 1990 honorowy doktorat przyznał mu również Uniwersytet Górniczy w Leoben. Rektor wygłaszając laudację Jerzego, pokazał wyszukaną w archiwach pracę dyplomową jego ojca Józefa.
Odznaczony Złotym Krzyżem Zasługi (1954), Krzyżem Oficerskim Orderu Odrodzenia Polski (1959). Medal Srebrny Virtuti Militari, Medal za Wojnę Obronną 1939 także Krzyżem Srebrnym Virtuti Militari, Medalem za Wojnę Obronną 1939
Wiele podróżował po świecie zapraszany na wykłady i kongresy. Szczególnie wspominał dłuższy pobyt w Indiach, egzotyczną wizytę w Korei, a najchętniej wracał pamięcią do kilkakrotnych wizyt w Chinach. Miał tam wielu przyjaciół-profesorów, kiedyś swoich doktorantów, poznał chińską kulturę i obyczaje.
Zmarł nagle w Kielcach 12 czerwca 2000 r. Spoczął w rodzinnym grobowcu na cmentarzu Rakowickim w Krakowie.